# Молот ведьм

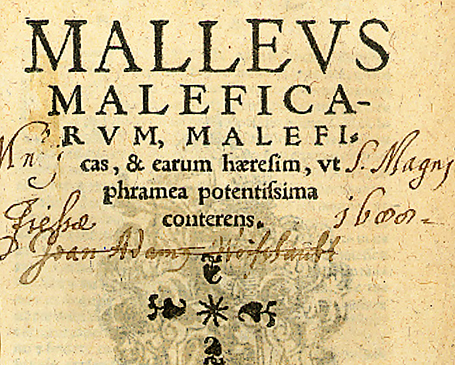
Обложка седьмого издания книги (Кёльн, 1520 год), хранящегося в библиотеке Сиднейского университета

«Мо́лот ведьм» (лат. Malleus Maleficārum, нем. Hexenhammer) — трактат по демонологии и о надлежащих методах преследования ведьм.
Основными задачами «Молота» было систематическое опровержение доводов об отсутствии колдовства, дискредитация тех, кто сомневался в его существовании, доказательство того, что женщины колдуют чаще мужчин, а также обучение магистратов способам обнаружения ведьм и процедурам доказательства их виновности.
Полное латинское название (Malleus Maleficarum, Maleficas, & earum hæresim, ut phramea potentissima conterens) переводится как «Молот Ведьм, уничтожающий Ведьм и их ереси, подобно сильнейшему мечу». Слово «малефика» (лат. malefica), переведённое здесь как «ведьма», — широко распространённый средневековый термин, обозначавший именно зловредную колдунью (вредящую людям по наущению Сатаны). Родственный термин «малефиций» (лат. maleficium) означает преступление, злодеяние, в особенности, связанное с колдовством. Заглавие подчёркивает женскую сущность чародейства, так как слово «малефик» приводится именно в женском роде. Если бы речь шла о мужчинах, либо о мужчинах и женщинах в равной степени, следовало бы писать Maleficorum. Выпуск «Мо́лота ведьм» пришёлся на начало практики массовой печати Иоганном Гутенбергом. Это способствовало широкому распространению копий трактата и вызвав массовую истерию среди населения, положило начало массовой охоте на ведьм. Данная эпоха в истории западной Европы пришлась на период религиозных смут, когда общество разделилось на сторонников и противников реформации католической церкви.

## История
«Молот ведьм» был написан на латыни в 1486—1487 годах католическим приором, доминиканским инквизитором Генрихом Крамером (подписан латинизированным вариантом имени — Генрикус Инститор). Поводом к его созданию послужило сокрушительное фиаско Крамера в проведенном им судебном процессе 1485 года в Инсбруке. Рассмотрев материалы процесса епископ Инсбрукский отменил приговоры инквизиции, освободил обвиняемых женщин и предложил Крамеру покинуть город. Чтобы оправдаться и составить программу для дальнейших действий, Крамер с февраля 1486 года приступил к написанию трактата по колдовству. Начав с краткого руководства по техническим вопросам, он вскоре решил написать более содержательную и амбициозную работу. К 1487 году рукопись знаменитой книги «Молот ведьм» была у него в руках. Книга была выпущена в вольном городе Шпайере в этом же году. Соавтором Крамера считается декан Кёльнского университета, инквизитор Якоб Шпренгер, однако современные исследователи полагают, что эта атрибуция стала результатом желания Крамера придать своей работе как можно больший авторитет. Хотя пролог («Авторская апология», лат. Apologia Auctoris) безусловно написан Шпренгером, вполне вероятно, что помимо придания этой работе престижа его имени, вклад Шпренгера был минимальным.
В течение последующих полутора столетий «Молот ведьм» выдержал 28 изданий в Германии (15), Франции (11), Италии (2).
Особое место «Молота» среди подобных книг было обусловлено несколькими причинами: схоластическим авторитетом авторов, особенно Шпренгера (соавторство которого отрицается многими современными исследователями); детальной проработкой процедуры судопроизводства над обвинёнными в колдовстве, снабдившей «как духовных, так и гражданских судей готовыми приёмами пыток, ведения суда и вынесения приговора»; а также буллой Summis desiderantes affectibus папы Иннокентия VIII, давшей полное одобрение действиям инквизиции по искоренению колдовства, а также Шпренгеру и Крамеру лично. Однако в булле не упоминается и тем более не благословляется сочинение Крамера. Эта булла была включена в «Молот ведьм» в качестве предисловия.
В 2010 году National Geographic Channel снял о «Молоте» документальный фильм «Тайны древности. Настольная книга охотника на ведьм» (англ. Ancient Secrets. Witch Hunter's Bible).

## Содержание

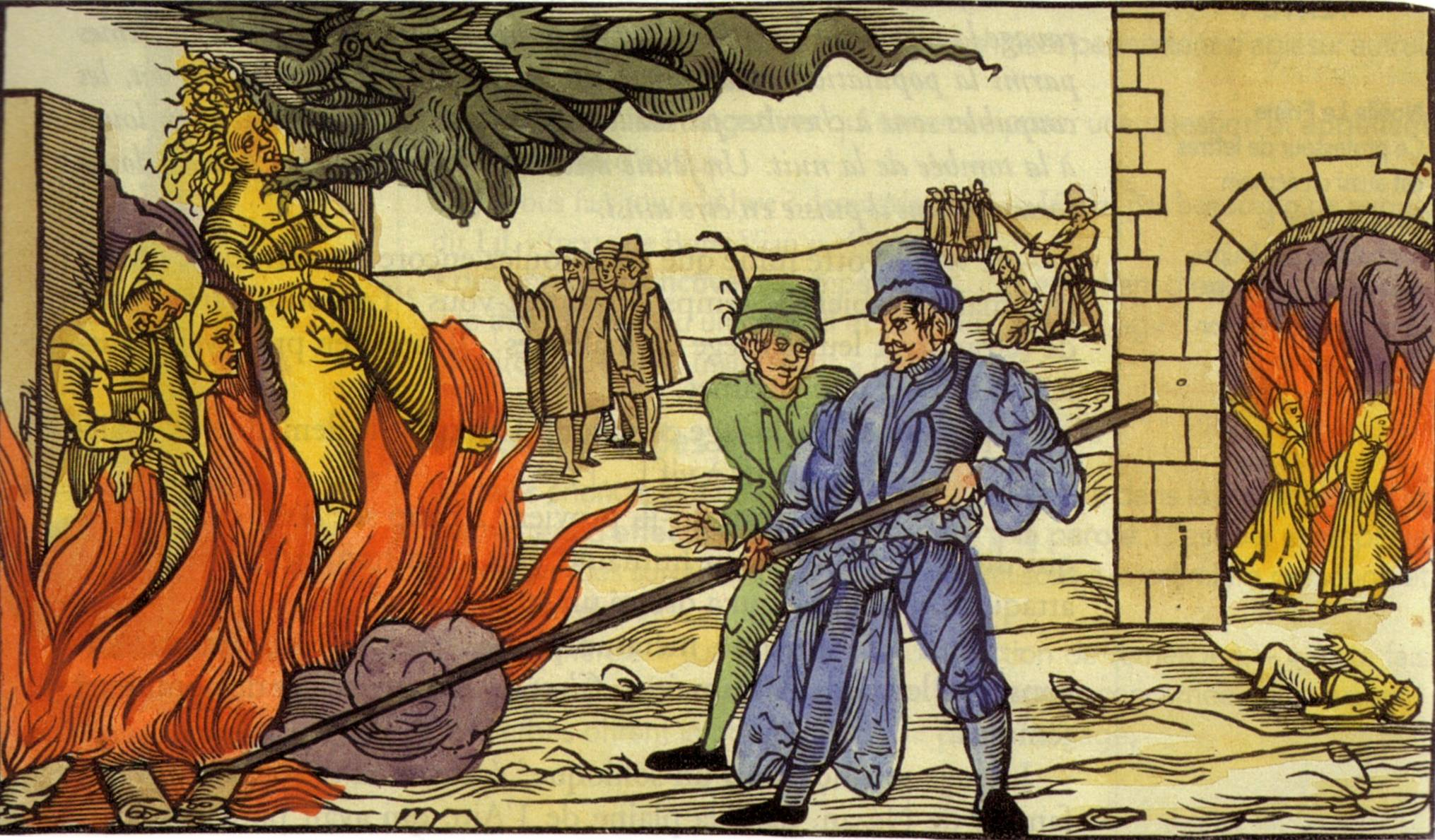
Сожжение ведьм в Деренбурге в 1555 году

Само содержание не является чем-то новым или уникальным и состоит по большей части из компиляции и повторений распространённых понятий и, в некоторой степени, заимствований из уже опубликованных материалов, таких, как трактаты Николаса Эймерика Directorium Inquisitorum (1376) и Иоганна Нидера Formicarius (1435).
Сам текст «Молота Ведьм» глубоко пропитан женоненавистнической идеологией. В частности идея того, что тело и дух женщины обладают множественными изъянами, сама женщина выступает источником зла, похоти и поэтому она меньше верит и её легче склонить к вероотступничеству. Авторы продвигали выдуманную ими этимологию латинского слова «женщина» (femina) от слов вера (fides) и меньше (minus), то есть «слабо верующая». В целом женщина считалась ими виновницей всех несчастий, с которыми столкнулось человечество, начиная изгнанием из рая, заканчивая войнами, болезнями и падениями цивилизаций, мужчины же выступают жертвами женского коварства и женской магии. В самом трактате продвигается дуалистическая природа действительности: противостояние зла и добра: Бога и Сатаны, Марии и Евы. В представлении авторов, мужчина воплощает добрую сторону человечества, а женщина, соответственно, — злую. Авторы считают, что большинство женщин рано или поздно станут ведьмами и единственный способ для них избежать такой участи — принять обет целомудрия и стать монахиней. При этом в трактате упоминаются и мужчины-колдуны. По мнению авторов, на сделку с демонами мужчин толкает как правило желание приобрести большую власть, а женщин — их неверие или похоть. Историк Майкл Д. Бейли, анализируя все частные случаи обвинения людей в ведовстве из «Молота Ведьм» пришёл к выводу, что наиболее частыми жертвами обвинений становились женщины с волевым темпераментом, позволяющие себе совершать поступки, выходящие за рамки надлежащего женского приличия или выходящие за рамки традиционной женственности. Мужчины составляли около четверти среди всех обвинённых в ведовстве.
В книге описано много случаев из практики инквизиции, методы распознавания сатанинских выходок, правила ведения допросов, методы, которые приводят к эффективным признаниям. Сама книга состоит из трёх частей, делящихся на разделы. Название каждого раздела представляет собой вопрос, далее чередовались размышления и ответы на вопросы.
В первой части трактата обсуждается необходимость глубокого осознания должностными лицами гнусности колдовства, подразумевающего отречение от католической веры, преданность и поклонение дьяволу, жертвоприношение ему некрещёных детей и плотские сношения с инкубом или суккубом. Во второй части устанавливаются три типа злодейств, совершаемых ведьмами и колдунами, и противодействие каждому из них. Третья часть содержит формальные правила для возбуждения судебного иска против ведьмы, обеспечения её осуждения и вынесения приговора.
Для ведьмовства книга описывает необходимость существования трёх элементов; это злой умысел ведьмы, непосредственная помощь дьявола и Попустительство Божье. В первой части книги описываются три составляющие силы колдовства — Дьявол, Колдун и Попустительство Божье (как наказание за людские грехи).

## Издания
- В фонде РНБ хранится полный, снабжённый многочисленными рукописными пометками на латинском и немецком языке XV—XVI вв. экземпляр третьего издания «Молота ведьм» (1494 г.), который прежде принадлежал библиотеке Соборной гимназии Гальберштадта и до настоящего времени считался утраченным.
- Крамер, Генрих; Шпренгер, Яков. Молот ведьм / пер. с лат. Н. Цветкова; предисл. С. Г. Лозинского и М. П. Баскина. — 1-е изд. — Борисов : ОГИЗ ГАИЗ Атеист, 1932.